# Limoges CSP
Limoges Cercle Saint-Pierre, även känd som Limoges CSP eller CSP, är en fransk basketklubb, grundad 1929 och baserad i Limoges.
Den 15 april 1993 blev det den första franska lagsportklubben att vinna en European Champions Cup, alla discipliner kombinerade, innan de i maj samma år fick sällskap av fotbollslaget Olympique de Marseille.